# Podospora decipiens
Podospora decipiens är en svampart som först beskrevs av G. Winter ex Fuckel, och fick sitt nu gällande namn av Gustav Niessl von Mayendorf 1883. Podospora decipiens ingår i släktet Podospora och familjen Lasiosphaeriaceae.  Arten är reproducerande i Sverige. Inga underarter finns listade i Catalogue of Life.